# Klewianka
Klewianka – wieś w Polsce położona w województwie podlaskim, w powiecie monieckim, w gminie Goniądz.
W latach 1954–1971 wieś należała i była siedzibą władz gromady Klewianka, po przeniesieniu siedziby i zmianie nazwy gromady w gromadzie Goniądz. W latach 1975–1998 miejscowość administracyjnie należała do województwa łomżyńskiego.
Wierni kościoła rzymskokatolickiego należą do parafii św. Agnieszki w Goniądzu.

## Historia
Według spisu ludności z 30 września 1921 Klewiankę zamieszkiwało ogółem 527 osób z czego mężczyzn - 260, kobiet - 267, a folwarku 44 osób (mężczyzn 17, kobiet 27). Budynków mieszkalnych było 85.